# Николюкин, Николай Иванович
Николай Иванович Николюкин (30.11.1896, село Петропавловка Богучарского уезда — 05.06.1976, Москва) — советский ихтиолог, доктор биологических наук, профессор (1930), автор новой породы рыб бестер (гибрид белуги и стерляди).
Окончил Воронежскую мужскую гимназию (1916) и естественное отделение физико-математического факультета Московского университета (1921).
В 1919—1931 годах препаратор, ассистент, заведующий институтом сравнительной анатомии, проректор гистологического института медфака, заведующий естественным отделением педагогического факультета Воронежского государственного университета.
С 1931 года заведующий кафедрой зоологии, декан естественного факультета, профессор (1935) Воронежского государственного педагогического института. Одновременно в 1930—1934 годах профессор, заведующий кафедрой гистологии и эмбриологии Воронежского зооветеринарного института.
В 1936—1942 годах научный руководитель биологической станции Воронежского государственного педагогического института в селе Новоживотинное. За увлечение генетикой уволен из ВГПИ после августовской сессии ВАСХНИЛ (1948).
В 1948—1961 годах научный сотрудник Саратовского филиала ВНИИ рыбного хозяйства.
В 1952 году вместе с женой (Нина Аполлоновна Тимофеева (1896—1976), из дворянской семьи чиновника земства в Перми, биолог, с 1925 года работала вместе с мужем) вывел новую породу рыб бестер (гибрид белуги и стерляди).
С 1961 года заведующий лабораторией гибридизации того же института в Москве.
Сочинения:
- Отдаленная гибридизация осетровых и костистых рыб [Текст] : Теория и практика. — Москва : Пищ. пром-сть, 1972. — 335 с. : ил.; 21 см.
- Межвидовая гибридизация рыб [Текст] / Н. И. Николюкин, проф. д-р биол. наук ; Сарат. отд-ние Касп. филиала Всесоюз. науч.-исслед. ин-та морского рыбного хозяйства и океанографии. — [Саратов] : Сарат. обл. гос. изд-во, 1952. — 312 с. : ил.; 22 см.
- Инструкция по выращиванию в прудах гибридов осетровых рыб [Текст] : (Осетр х стерлядь и белуга х стерлядь) : [Утв. 12/XII 1955 г.] / Сост.: д-р биол. наук проф. Н. И. Николюкин, Н. А. Тимофеева ; М-во рыбной пром-сти СССР. Техн. упр. — Москва : [б. и.], 1956. — 33 с. : ил.; 20 см.

Отец историка литературы Александра Николаевича Николюкина.